# Симптом Мондонезі
Симптом Мондонезі (англ. Mondonesi sign / reflex, також Бульбофаціальний тонічний симптом) — діагностичний симптом, який виявляють при неврологічному обстеженні у хворих на тяжкий геморагічний інсульт, іноді — при тяжкому менінгіті.

## Етимологія
Симптом вперше описав і ввів до медичної практики італійський невролог Філіппо Мондонезі.

## Клінічне значення
У разі мозкової коми від тяжкого інсульту або менінгіту тиск на очні яблука зумовлює скорочення мімічних м'язів обличчя на протилежній стороні ураження. Якщо ж кома виникає внаслідок цукрового діабету, уремії або іншої причини інтоксикації, скорочення відбувається з обох сторін.